# آن هگتویت
آن هگتویت (انگلیسی: Anne Heggtveit; ۱۱ ژانویهٔ ۱۹۳۹) اسکی‌باز آلپاین زن اهل کانادا بود.